# Campionati del mondo di ciclismo su pista 2013 - Scratch maschile
La gara di scratch maschile ai Campionati del mondo di ciclismo su pista 2013 si svolse il 21 febbraio 2013 su un percorso di 60 giri, per un totale di 15 km. Fu vinta dall'irlandese Martyn Irvine, che completò la prova in 17'23"505 alla media di 51,748 km/h.

## Podio
| Pos.    | Atleta         | Nazionalità |
| ------- | -------------- | ----------- |
| Oro     | Martyn Irvine  | Irlanda     |
| Argento | Andreas Müller | Austria     |
| Bronzo  | Luke Davison   | Australia   |

## Risultati
| Posizione | Atleta              | Nazione       | Giri persi |
| --------- | ------------------- | ------------- | ---------- |
| 1         | Martyn Irvine       | Irlanda       |            |
| 2         | Andreas Müller      | Austria       |            |
| 3         | Luke Davison        | Australia     |            |
| 4         | Tim Veldt           | Paesi Bassi   |            |
| 5         | Owain Doull         | Gran Bretagna |            |
| 6         | Morgan Kneisky      | Francia       |            |
| 7         | Theo Reinhardt      | Germania      |            |
| 8         | Moreno de Pauw      | Belgio        |            |
| 9         | Kwok Ho Ting        | Hong Kong     |            |
| 10        | Albert Torres       | Spagna        |            |
|           | Juan Arango         | Colombia      | DNF        |
|           | Artyom Zakharov     | Kazakistan    | DNF        |
|           | Rajesh Chandrasekar | India         | DNF        |
|           | Ángel Colla         | Argentina     | DNF        |
|           | Anton Muzychkin     | Bielorussia   | DNF        |
|           | Jiří Hochmann       | Rep. Ceca     | DNF        |
|           | Sotirios Bretas     | Grecia        | DNF        |
|           | Davide Viganò       | Italia        | DNF        |
|           | Adrian Teklinski    | Polonia       | DNF        |
|           | Nolan Hoffman       | Sudafrica     | DNF        |
|           | Leonid Krasnov      | Russia        | DNF        |
|           | Tristan Marguet     | Svizzera      | DNF        |
|           | Roman Lutsyshyn     | Ucraina       | DNF        |

DNF = Prova non completata